# It's Bruno!
It's Bruno! è una serie televisiva statunitense in 8 episodi trasmessi nel 2019.

## Episodi
| Stagione       | Episodi | Pubblicazione originale | Pubblicazione Italia |
| -------------- | ------- | ----------------------- | -------------------- |
| Prima stagione | 8       | 2019                    | 2019                 |

## Produzione
L'11 aprile 2019 venne annunciato che Netflix aveva ordinato una stagione di otto episodi. La serie è stata creata da Solvan Naim, che compare come interprete principale e produttore esecutivo.
La serie è prodotta da Stage 13, SLI Entertainmente e Phiphen Pictures.

### Riprese
Le riprese della prima stagione si sono svolte nel 2018 a Ridgewood, nel Queens.

## Distribuzione
La serie è stata distribuita su Netflix il 17 maggio 2019 in tutti i territori in cui era presente il servizio.